# Sesamia wiltshirei
Sesamia wiltshirei är en fjärilsart som beskrevs av Charles E. Rungs 1963. Sesamia wiltshirei ingår i släktet Sesamia och familjen nattflyn. Inga underarter finns listade i Catalogue of Life.